# Alina Grigore
Alina Grigore (n. 30 decembrie 1984, București) este o actriță română de film și teatru.

## Filmografie
- 2006: Om sărac, om bogat, regia Virgil Nicolaescu, Peter Kerek, Anca Colteanu, Alex Mihail, Adrian Batista
- 2006: Happy End, regia Radu Potcoavă - Andreea
- 2007: Războiul sexelor, regia Peter Kerek, Vladimir Anton - Simona
- 2008: Îngerașii, regia Vladimir Anton, Mihai Bratila, Bogdan Dumitrescu - Gigi
- 2009: Aniela, regia Iura Luncasu - Ersilia Vulturesco
- 2010: Aurora, regia Cristi Puiu - vânzătoare 1 Trailer
- 2011: Din dragoste cu cele mai bune intenții, regia Adrian Sitaru - Delia Trailer
- 2012: Treizeci, regia Victor Dragomir - Lavinia Munteanu
- 2016: Ilegitim, regia Adrian Sitaru, premiat la Berlinala (Festivalul Internațional de Film de la Berlin) din 2016, - Sasha Anghelescu; Alina Grigore a semnat și scenariul filmului

## Teatru
- XXX, Cartoon, regizor Bogdan Georgescu, Teatrul Desant
- Visul unei nopți de vară de William Shakespeare, regia Dragoș Galgoțiu, Teatrul Metropolis
- Trilogie belgrădeană de Biljana Srbljanović, regia Mihai Brătilă, Academia de Muzică Gheorghe Dima
- Pușlamaua de Pierre Chesnot, regia George Motoi, Teatrul Complet
- Lecția de Eugene Ionesco, regia , Casa de Cultură Bușteni

## Regie
- Panică și Probabilitate, Teatrul Apropo